# محمد عبد الحميد حلمي
محمد عبد الحميد حلمي (24 مارس 1931- 10 رمضان 1441 هـ / 3 مايو 2020) قائد القوات الجوية المصرية خلال الفترة (14 أبريل 1982 - 16 أبريل 1987). كان رئيسًا لفرع العمليات بشعبة العمليات الجوية خلال حرب العاشر من رمضان.